# Tiroteo de Cetiña de 2022
El tiroteo de Cetiña de 2022 ocurrió el 12 de agosto de 2022, cuando se produjo un tiroteo masivo en Cetiña, Montenegro, que dejó once muertos y otros seis heridos. El atacante, Vučko Borilović, de 34 años, recibió un disparo de la policía y posteriormente falleció.

## Tiroteo
Alrededor de las 3:30 p. m. del 12 de agosto de 2022, surgió una discusión entre Borilović y su familia en su casa del barrio de Medovina, en Cetiña. Borilović acabaría más tarde disparando a los miembros de su familia, incluidos dos niños, que fallecieron a consecuencia del acto. Borilović procedió a salir y disparó al azar a civiles en la calle. El tiroteo tuvo lugar cerca del Museo Nacional de Montenegro. Cuando la policía se presentó en el lugar de la escena, el tirador se negó a rendirse y disparó contra los agentes, hiriendo a uno de ellos. También abrió fuego contra una ambulancia que acudió al lugar para tratar a las víctimas. Tras el enfrentamiento inicial, Borilović corrió hacia la Roca del Águila, donde la policía comenzó a devolver sus disparos.
Varias calles alrededor del lugar de los hechos fueron cerradas por las autoridades locales.

## Víctimas
Inicialmente, se comunicó que 12 personas habían muerto en el tiroteo, aunque más tarde se confirmó que el recuento total ascendía a once personas, incluido el autor de los hechos. Un niño de 8 años y otro de 11 murieron en la casa de Borilović, mientras que la madre sucumbió ante las heridas en un hospital local. Tras disparar a su familia, Borilović salió de su casa y abrió fuego contra algunos transeúntes; 7 de ellos murieron, mientras que otros 6 resultaron heridos. Dos de las víctimas heridas fueron trasladadas a un hospital en Cetiña para ser tratadas por sus heridas. Las otras cuatro víctimas con lesiones posiblemente mortales fueron enviadas al centro clínico de Podgorica, dos de ellas se hallaban en situación crítica.

## Acusado
Vučko (o Vuk) Borilović nació el 21 de noviembre de 1988 en Cetiña. Era cazador y trabajaba como camarero. No tenía antecedentes penales.

## Reacciones
El presidente Milo Đukanović y el primer ministro Dritan Abazović declararon que el tiroteo constituía «una tragedia sin precedentes». Poco más tarde, Abazović declaró un período de luto de tres días. Zoran Brđanin, el director de la Administración de Policía, indicó que «aún no se sabe qué llevó a Borilović a un acto tan atroz». El patriarca Porfirije y Joanikije II expresaron sus condolencias.
El primo de Borilović declaró que la razón detrás del tiroteo era una deuda impagada.